# Narsil
|  | Sammenskrivningsforslag Artiklen Narsil er foreslået føjet ind i Ringenes Herre. (Siden januar 2013) Diskutér forslaget |

Narsil er et fiktivt sværd fra fantasy-romanen Ringenes Herre af den engelske forfatter J.R.R. Tolkien.
Ifølge historien blev sværdet smedet af dværgen Telchar i Den Første Tidsalder. I slutningen af Den Anden Tidsalder var sværdet båret af Elendil. Sværdet blev under Den Store Krig knækket, og Elendils søn Isildur brugte sværdgrebet til at skære Herskerringen af fyrst Saurons hånd og besejrede dermed Sauron.
Sværdet, der herefter også fik navnet 'Sværdet med den knækkede klinge', blev siden lagt på et klæde på en statue i Kløvedal. Sværdet blev senere smedet sammen igen, hvorefter Aragorn, Isildurs tronarving, navngav det Andúril.
Narsil anses af nogle som værende inspireret af den gammel-engelske, arthurske myte om sværdet Excalibur.